# Dinis Vital
Dinis Martins Vital (Grândola, 2 de julho de 1932 - Évora, 17 de setembro de 2014) foi um guarda redes internacional português e treinador. Como jogador notabilizou-se sobretudo ao serviço do Lusitano de Évora e do Vitória de Setúbal. Teve ainda uma importante carreira como treinador tendo-se cotado como especialista em subidas à 1.ª Divisão. É o guarda redes com mais jogos e mais minutos disputados no escalão principal português e o quarto jogador em geral, com um total de 442 partidas jogadas ao longo de 18 épocas. É o segundo jogador com mais minutos jogados na história da Primeira Divisão de Portugal. 

## Carreira como Jogador
Vital nasceu na vila alentejana de Grândola em 1932, onde jovem aprendeu o ofício de carpintaria. Era irmão de Eduardo Vital, também futebolista e antigo avançado do FC Porto e do SC Braga. Iniciou o seu percurso como jogador nos juniores do Desportivo Grandolense em 1949.[carece de fontes?] No ano seguinte, já está na equipa principal e atrai a atenção de Anselmo Pisa, que o contrata para o Lusitano de Évora como suplente do então titular Manuel Martelo. O clube eborense tinha falhado por pouco a subida à 1.ª divisão na época 1950/51 e preparava um novo ataque ao escalão principal na época seguinte. Os lusitanistas obtiveram a tão ambicionada promoção. Frequentes lesões de Martelo na primeira época da primeira divisão abriram as portas da titularidade a Vital. Foi o inaugurar de 15 anos na baliza dos eborenses, onde se exibiu a grande nível e foi sempre considerado um dos melhores guarda redes do futebol luso. [carece de fontes?]
Com a descida de divisão do Lusitano em 1965/66, Vital transfere-se para o Vitória de Setúbal comandado por Fernando Vaz onde conquista, logo na época de estreia o seu único troféu nacional, a Taça de Portugal em 1966/67, ganha à Académica ao lado de craques como Vítor Baptista ou Jacinto João, naquele que foi o jogo mais longo do futebol português, resolvido apenas em 144 minutos, após dois prolongamentos. É também nesta época que se estreia nas competições europeias a 9 de setembro de 1966, com uma estreia pouco auspiciosa em Turim frente à Juventus (derrota por 3-1). Na época seguinte estreia-se na Taça das Taças de 1967/68 tendo eliminado a equipa norueguesa do Fredrikstad Fotballklubb mas perdendo nos oitavos de final frente ao detentor do troféu, o Bayern de Munique. Ainda nessa época volta à final da Taça de Portugal mas desta vez o FC Porto impôs-se por 2-1. Na época seguinte vence mais um prestigiado troféu, o Teresa Herrera disputado na Corunha frente aos austríacos do Rapid de Viena. Ainda em 1968/69 volta a disputar as Taça das Cidades com Feira na qual atingiria os quartos de final, eliminando os britânicos do Linfield, os franceses do Lyon e os italianos da Fiorentina (que seriam campeões de Itália poucos meses depois) e caindo apenas aos pés do Newcastle United, vencedores do troféu.  No final da época Fernando Vaz seria contratado pelo  Sporting e ao Vitória chegaria José Maria Pedroto. Já com 37 anos, Vital faz a sua derradeira época ao mais alto nível, com um brilhante 3.º lugar na liga e mais uma campanha positiva na Taça das Cidades com Feira, onde se destaca a eliminação do  Liverpool FC do grande Bill Shankly na 2.º eliminatória, com Vital a titular.[carece de fontes?]
Foi o culminar de um percurso de 18 épocas na Primeira Divisão Nacional. No dia em que se retirou era o jogador com mais jogos alguma vez disputados na história da competição, uma marca apenas suplantada dezassete anos mais tarde, em 1987, quando Manuel Fernandes do Sporting o bateu. É ainda hoje o guarda-redes com mais partidas disputadas.
Em 1970/71 seria emprestado pelo Vitória ao  Juventude de Évora na Terceira Divisão onde desempenharia as funções treinador-jogador, tendo-se mudado para o  União de Montemor nas três épocas seguintes. Por fim já com 42 anos retirou-se em 1974/75 no  Juventude de Évora.
“ (…) Acompanhei o Vital, do Lusitano de Évora, que sulcava a relva com o calcanhar pensativo da bota, para marcar o centro da baliza” – recordou o escritor António Lobo Antunes nas suas Crónicas.

## Seleção
Vital foi chamado à  seleção A pelo selecionador José Maria Antunes, tendo disputado um jogo a titular contra a  Suíça, em Genebra no Estádio Les Charmilles, a 16 de maio de 1959 (derrota por 4-3). 
Jogou ainda um jogo pela seleção B frente à  Espanha, no Estádio Nacional do Jamor a 13 de abril de 1958, tendo segurado o empate a zero.
Vital relatou numa entrevista em setembro de 1986 ao jornalista Ribeiro Cristóvão que estava no lote de 3 guarda redes a fazer a qualificação para o Mundial de 1966, juntamente com Américo do FC Porto e José Henrique Pereira do Belenenses. No entanto, segundo o próprio, uma entrevista polémica dada algumas semanas antes do jogo de qualificação contra a Checoslováquia em que disse algumas verdades tidas por inconvenientes levaram ao seu afastamento. Na mesma entrevista lamentou que naquele tempo houvesse sempre uma preferência pelos jogadores dos maiores clubes. 
Representou ainda várias vezes a seleção militar.

## Carreira como Treinador
É o Juventude de Évora que lhe oferece o seu primeiro cargo como treinador em 1970, na qualidade de jogador-treinador. Função que desempenhou ainda no União de Montemor durante três épocas. No anos setenta treinou ainda o Lusitano e o Atlético de Reguengos antes de regressar ao Juventude já nos anos 80. Em 1979/80 pegou nos azuis de Évora, nas últimas duas jornadas da Zona Sul da II Divisão. Na época seguinte comete o feito de quase levar o Juventude à I Divisão pela primeira vez na história. No jogo mais importante da história do Juventude, "aquele domingo de maio de 1981", decisivo para o primeiro lugar, os eborenses podiam garantir a subida direta caso derrotassem o Estoril-Praia por dois ou mais golos de diferença em casa. No entanto, perderam por 1-2, mas ficou reconhecido que o futebol da equipa de Vital era dos mais atrativos do segundo escalão.
Tanto assim foi que o Ginásio de Alcobaça contratou Vital na época seguinte como treinador principal. O grandolense não deixou os seus créditos por mãos alheias já que levou a equipa do oeste pela primeira (e única) vez à I Divisão, tendo chegado igualmente às meias-finais da Taça de Portugal em 1981/82. 
Ainda assim, Dinis Vital não ficaria em Alcobaça para disputar a I Divisão. Estava na altura de regressar à casa-mãe e tentar devolver o seu Lusitano ao convívio dos grandes. Algo que quase aconteceu, tendo Vital lutado pelo subida de divisão pelo terceiro ano consecutivo. O Lusitano classificar-se-ia em 2.º lugar na II Divisão atrás do Farense, mas na liguilha de acesso disputada contra a Académica,  Vizela e Sporting de Espinho, foram os tigres da costa verde a levar a melhor. 
Por fim, em 1985/86 seria apresentado no Estádio de São Luís como novo treinador do Farense. Com os algarvios conseguiria mais uma subida à I Divisão.
Teve ainda outras passagens pelos rivais eborenses no final dos anos 80 e início do anos 90 mas retirar-se-ia em 1993 no Grandolense. 
O Lusitano, clube do coração, foi ainda romanticamente buscá-lo em 2000/2001 à reforma para tentar evitar a descida da II Divisão B numa época que se revelou financeiramente ruinosa para os lusitanistas.
Dinis Vital faleceu a 17 de setembro de 2014 em Évora, vítima de doença prolongada.

## Taça Dinis Vital
A Associação de Futebol de Évora batizou a sua taça anual, competição a eliminar entre as equipas inscritas nos dois escalões distritais de Évora, com o nome de Taça Dinis Vital, em homenagem aquele que será provavelmente o mais destacado futebolista e treinador alentejano da história e que está ligado a 4 dos maiores clubes do distrito. A primeira edição da Taça Dinis Vital foi disputada na época 2015/2016 e ganha pelo Lusitano de Évora.[carece de fontes?]

## Palmarés
Jogador
- II Divisão (1) - 1951/52
- Taça de Portugal (1) - 1966/1967 [13]
- Troféu Teresa Herrera (1) - 1967[carece de fontes?]